# NGC 5833
NGC 5833 est une galaxie spirale située dans la constellation de l'Oiseau de paradis. Sa vitesse par rapport au fond diffus cosmologique est de 3 132 ± 9 km/s, ce qui correspond à une distance de Hubble de 46,2 ± 3,2 Mpc (∼151 millions d'al). NGC 5833 a été découverte par l'astronome britannique John Herschel en 1835.
La classe de luminosité de NGC 5833 est II-III et elle présente une large raie HI. La luminosité de NGC 5883 dans l'infrarouge lointain (de 40 à 400 µm) est égale à 3,98 × 1010 {\displaystyle L_{\odot }} (1010,60{\displaystyle L_{\odot }}) et sa luminosité totale dans l'infrarouge (de 8 à 1 000 µm) est de 4,90 × 1010 {\displaystyle L_{\odot }} (1010,69{\displaystyle L_{\odot }}).
À ce jour, plus d'une quizaine de mesures non basées sur le décalage vers le rouge (redshift) donnent une distance de 36,476 ± 4,534 Mpc (∼119 millions d'al), ce qui est à l'extérieur des valeurs de la distance de Hubble. Notons cependant que c'est avec la valeur moyenne des mesures indépendantes, lorsqu'elles existent, que la base de données NASA/IPAC calcule le diamètre d'une galaxie et qu'en conséquence le diamètre de NGC 5833 pourrait être d'environ 53,7 kpc (∼175 000 al) si on utilisait la distance de Hubble pour le calculer.

## Groupe de NGC 5833
Selon A. M. Garcia, NGC 5833 est la principale galaxie d'un groupe de galaxies qui porte son nom. Le groupe de NGC 5833 compte quatre membres. Les trois autres galaxies du groupe sont NGC 5799, ESO 42-7 et ESO 68-1.